# Теаоньї Тео
Теаоньї Тео (фр. Teaonui Tehau, нар. 1 вересня 1992, Фаа'а) — таїтянський футболіст, нападник клубу «Веню» та національної збірної Таїті.
Двоюрідний брат відразу трьох партнерів по збірній команді Таїті — Джонатана, Альвена та Лоренцо Тео.

## Клубна кар'єра
У дорослому футболі дебютував 2009 року виступами за команду клубу «Веню», в якій провів чотири сезони. У 2013 перейшов до команди «Дрегон», втім того ж року повернувся до «Веню».

## Виступи за збірні
Протягом 2009—2010 років залучався до складу молодіжної збірної Таїті. На молодіжному рівні зіграв у 3 офіційних матчах.
2010 року дебютував в офіційних матчах у складі національної збірної Таїті. Наразі провів у формі головної команди країни 18 матчів, забивши 8 голів.
У складі збірної був учасником кубка націй ОФК 2012 року, що проходив на Соломонових Островах і на якому таїтянці вперше в історії здобули титул переможця турніру. Брав участь у розіграші Кубка конфедерацій 2013 року в Бразилії.

## Досягнення
- Володар Кубка націй ОФК: 2012